# Tremembé (gemeente)
Tremembé is een gemeente in de Braziliaanse deelstaat São Paulo. De gemeente telt 41.159 inwoners (schatting 2009).

## Aangrenzende gemeenten
De gemeente grenst aan Monteiro Lobato, Pindamonhangaba, Santo Antônio do Pinhal en Taubaté.